# Senador Elói de Souza
Senador Elói de Souza là một đô thị thuộc bang Rio Grande do Norte, Brasil. Đô thị này có diện tích 167,592 km², dân số năm 2007 là 5559 người, mật độ 33,2 người/km².